# Mont Barney
Le mont Barney (1 357 m) se trouve à environ 130 km au sud de Brisbane, au Queensland, en Australie. Il fait partie de la chaîne McPherson. C'est une destination populaire pour les randonneurs et les campeurs.

## Géographie

### Situation, topographie
Le mont Barney est le quatrième plus haut sommet du Queensland et est souvent considéré comme l'une des parties les plus impressionnantes de la Scenic Rim. Le mont se compose de deux pics principaux, (East Peak et West Peak légèrement plus élevé), et un certain nombre de pics plus petits. East Peak est sans aucun doute la destination la plus populaire pour les randonneurs.
La ville la plus proche est Rathdowney. Le mont Barney est entouré par un certain nombre d'autres montagnes dont les monts Ballow, May, Ernest, Maroon et Lindesay. Le fleuve Logan prend sa source sur ses flancs.

### Géologie
Le dôme est composé de granophyre qui s'est formé sous la surface et a ensuite pénétré le grès le recouvrant. L'érosion a arraché le grès laissant les deux sommets du mont.

### Faune et flore
L'arbre Nothofagus moorei pousse dans les parties les plus élevées du mont Barney et du mont Ballow. Les principales espèces animales trouvés dans la montagne comprennent l'ornithorynque, des Wallabies des rochers et le très rare Psittacule à joues orange (Cyclopsitta diophthalma coxeni). Les landes sur la montagne offrent un habitat à une colonie de Dasyornes bruns.

## Histoire
Le mont Barney a tenu une importance particulière pour la population autochtone locale pendant des millénaires, et il figure en bonne place dans un certain nombre de leurs histoires. Pour les peuples autochtones le sommet est traditionnellement considéré comme un endroit à éviter[réf. souhaitée].
Le premier européen à escalader le mont Barney a été le capitaine Patrick Logan, qui a atteint le sommet Est via la désormais arête Logan au cours d'une expédition exploratoire en 1828. Le compte-rendu de la montée a été décrit par les botanistes Charles Fraser et Allan Cunningham, qui ont accompagné Logan pendant une partie de l'ascension.

## Protection environnementale
En 1947, le parc national du mont Barney a été créé pour protéger l'espace naturel entourant le sommet. Le parc a été inclus dans les réserves des forêts ombrophiles de l'Est en 1994.